# Bartramia patens
Bartramia patens är en bladmossart som beskrevs av Bridel 1803. Bartramia patens ingår i släktet äppelmossor, och familjen Bartramiaceae. Inga underarter finns listade i Catalogue of Life.